# Vogelpark Walsrode
Weltvogelpark Walsrode is een vogelpark midden op de Lüneburger Heide in het noorden van Duitsland. Het vogelpark ligt 1 km ten noorden van het stadje Walsrode. Het werd in 1962 opgericht. Tot 2010 was de naam Walsrode Bird Park.
Weltvogelpark Walsrode is het grootste vogelpark ter wereld zowel naar soortenaantal als qua oppervlakte. Het vogelpark beslaat 24 hectare en biedt onderdak aan zo'n 4.400 vogels van meer dan 650 soorten van alle continenten. Jaarlijks trekt het park zo'n 300.000 bezoekers.

## Geschiedenis
Het park werd opgericht bij de Walsroder zakenman Fritz Geschke. Zijn doel was om watervogels en fazanten privé te fokken. Na twee jaar, in 1964, gaf Geschke het beheer in handen van zijn schoonzoon Wolf W. Brehm. Deze breidde het snel uit, vooral in de zeventiger jaren. In 1968 werd de 2100 vierkante meter grote Paradieshalle geopend. Andere verblijven zoals de vrijevlucht volière en het pinguïnverblijf volgden. 
In 2000 werd de Tropenwaldhalle geopend met veel Aziatische vogelsoorten en een scala aan Indonesische artefacten. Later werden Eagle Owl Hill en Treehouse Village gebouwd. In 2000 kreeg het park nieuwe eigenaren. De bezoekersaantallen, die gedaald waren, wisten ze weer op te schroeven door vaker vliegdemonstraties te houden. In 2010 werd de naam van Walsrode Bird Park veranderd in Weltvogelpark Walsrode.
In februari 2019 werd het park weer overgenomen door de Spaanse parken groep Parques Reunidos.

## Soorten
Het Weltvogelpark heeft een grote verscheidenheid aan soorten, waaronder vele zeldzaamheden. Zo heeft het park de enige sikkelvanga's buiten Madagaskar en heeft het daarnaast ook koerols, blauwe coua's en grote coua's.
Naast de bijzondere soorten uit Madagaskar heeft het park met de noordereilandkiwi, oranje en rode rotshaan, Ecuadorparasolvogel, capuchonvogel, schoenbekooievaar en de kagoe nog een paar speciale soorten in huis.

### Fokprogramma's
Het park neemt deel aan meerdere internationale fokprogramma's en coördineert en beheert het EEP-stamboeken voor de Siberische witte kraanvogel.

## Verblijven
Kolibri-Haus
Het Kolibrihuis opende in 2012 en biedt onderdak aan een drietal soorten kolibries.
Toowoomba
Toowoomba is een tropisch verblijf waar de bezoeker tussen losvliegende lori's loopt. Aangrenzend is Paradieshalle met onder meer de goudkopquetzal. In een andere doorloopvolière in dit gebouw kunnen vogels als de reuzentoerako, de hop en verscheidene duiven vrij rondvliegen.
Uhu-Burg
De Oehoe-burcht is een oude burcht met verscheidene soorten uilen, zoals de laplanduil, sneeuwuil en Europese oehoe.
Tropenwaldhalle
De Regenwoudhal is grootste tropische verblijf in het vogelpark, er vliegen verschillende soorten vrij rond. Ook bevat het de volières voor de oranje- en rode rotshaan, capuchonvogel en parasolvogel.
Lori-atrium
Het Lori-atrium bevindt zich naast het Rosencafe restaurant en huisvest een groot aantal lori's.
Papageienhaus
Het Papegaaienhuis bevindt zich tussen twee lange rijen volières en bevat onder meer de zwarte kaketoe en een groot aantal amazonepapegaaien.
Freiflughalle
De Vrije vluchthal is een grote doorloopvolière met onder meer lepelaars, parelhoenders, ibissen en secretarisvogels.
Fasanerie
De Fazanterie is een reeks volières met een grote diversiteit aan vogels. De boskalkoen, sikkelvanga en madagaskaribis zijn enkele van de bewoners.
Paradieshalle
De paradijsvogels trekken in het park veel aandacht. In een viertal volières zitten de twaalfdradige paradijshop, koningsparadijsvogel, grote paradijsvogel en de raggi's paradijsvogel.